# Evil Under the Sun (film)
Evil Under the Sun is een Britse misdaadfilm uit 1982 onder regie van Guy Hamilton. 
Het scenario is gebaseerd op de gelijknamige roman (1941) van de Britse auteur Agatha Christie.

## Verhaal
Arlena Marshall wordt vermoord op vakantie op een eiland in de Adriatische Zee. Al gauw blijkt dat verschillende hotelgasten een motief hadden om haar te doden. De Belgische inspecteur Hercule Poirot gaat op onderzoek uit.

## Rolverdeling
| Acteur         | Personage         |
| -------------- | ----------------- |
| Peter Ustinov  | Hercule Poirot    |
| Colin Blakely  | Horace Blatt      |
| Jane Birkin    | Christine Redfern |
| Nicholas Clay  | Patrick Redfern   |
| Maggie Smith   | Daphne Castle     |
| Roddy McDowall | Rex Brewster      |
| Sylvia Miles   | Myra Gardener     |
| James Mason    | Odell Gardener    |
| Denis Quilley  | Kenneth Marshall  |
| Diana Rigg     | Arlena Marshall   |
| Emily Hone     | Linda Marshall    |
| John Alderson  | Brigadier         |
| Paul Antrim    | Rechercheur       |
| Cyril Conway   | Chirurg           |
| Barbara Hicks  | Secretaresse      |